# Севаст (град)
Севаст (на шведски: Sävast) е град в североизточна Швеция, лен Норботен, община Буден. Разположен е около устието на река Люлеелвен. Намира се на около 760 km на североизток от централната част на столицата Стокхолм и на 20 km на северозапад от главния град на лена Люлео. Има жп гара и малко пристанище. Населението на града е 3183 жители, по приблизителна оценка от декември 2017 г.